# クリスマスの9nine 2012〜聖なる夜の大奏動♪〜
『クリスマスの9nine 2012～聖なる夜の大騒動♪～』(クリスマスのナイン 2012〜せいなるよるのだいそうどう♪〜)は、パフォーマンスガールズユニット9nineが2012年12月14日に赤坂BLITZで開催されたライブ。また、その模様を収録した映像作品である。2013年4月24日にSME RecordsからDVDとBlu-rayで発売された。

## 概要

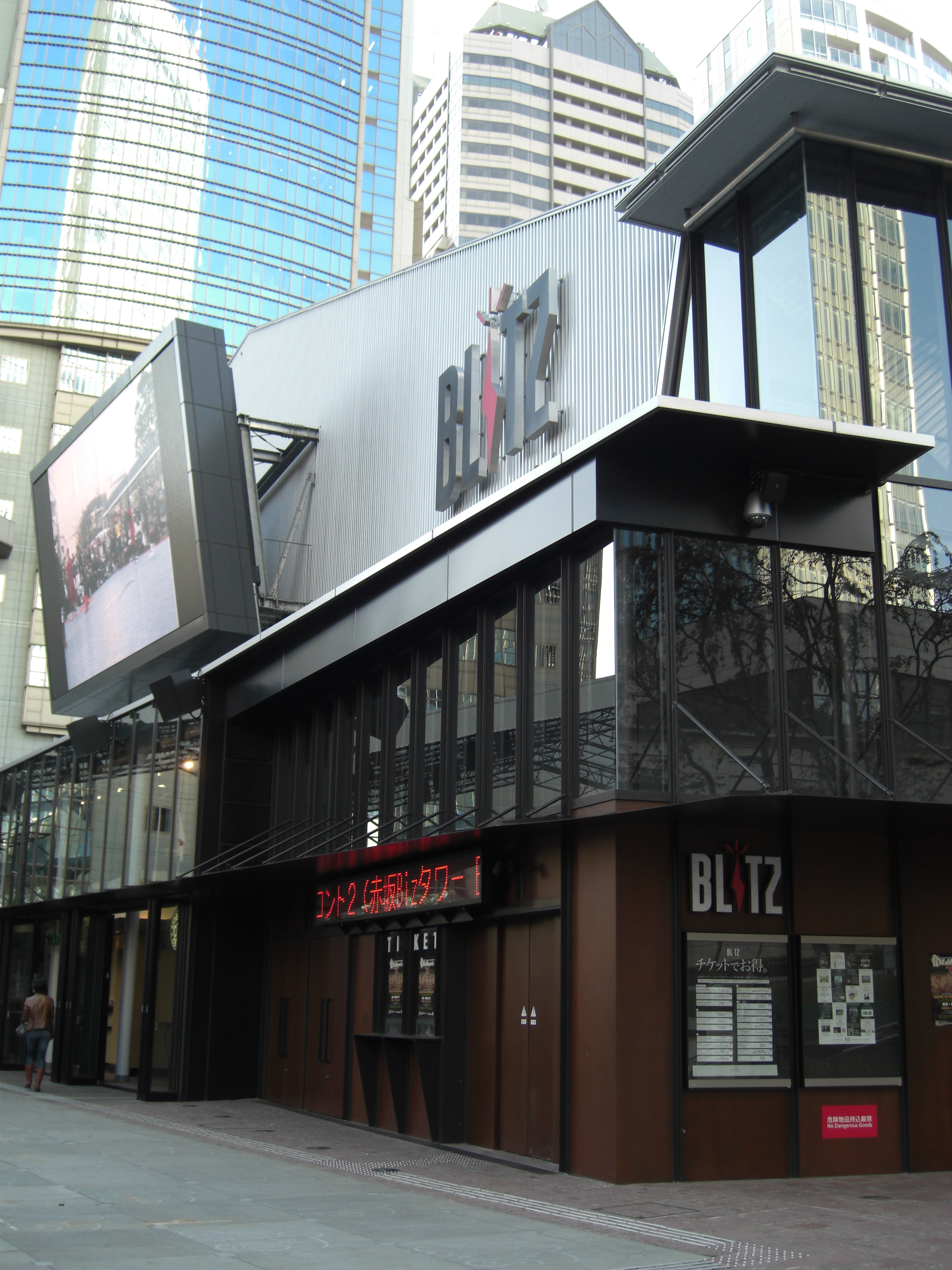
会場となった赤坂BLITZ

9nine初のクリスマスライブ。約1400人を動員。また、2013年2月6日にニューシングル「colorful」の発売と映画『スタードライバー THE MOVIE』のタイアップ、2013年3月13日にリニューアル後2枚目のアルバムの発売、同ライブの映像化、さらには2013年3月10日に中野サンプラザで「サンプラザの9nine」の開催がサプライズで発表された。リニューアル後、SME Recordsから発売する初のライブDVD&Blu-rayにもある。
また発売を記念して、4月27日は大阪・HMV三宮、タワーレコード梅田NU茶屋町店で、翌28日は東京・タワーレコード渋谷店でリリース記念くじ引きお渡し握手会イベントが行われた。

## 内容
1. 少女トラベラー
2. マテリアルワールド
3. 9nine o'clock
4. イーアル!キョンシー feat.好好!キョンシーガール
5. いける、いける!
6. Angel drops
7. Brave
8. モノクロ (Short Ver.)
9. ダーリン、ダーリン
10. Wonderful World
11. チクタク☆2NITE
12. #girls
13. 困惑コンフューズ
14. Cross Over
15. White Wishes

-アンコール-
1. Romantic moon
2. 流星のくちづけ
3. SHINING☆STAR

映像作品特典
1. 9nine“初”の全国ライブハウスツアー『出張! 全国ライブハウス好好!ツアー 2012』 ～ドキュメント編～
2. 『クリスマスの9nine 2012～聖なる夜の大奏動♪～』 ～バックステージ編～